# リー・ドーシー
リー・ドーシー (Lee Dorsey, 1924年12月24日 - 1986年12月1日)は、ルイジアナ州ニューオーリンズを拠点に活動したR&Bシンガー。1960年代以降、アラン・トゥーサンが作曲、プロデュースを担当して、ドーシーはヒットを生み出した。また、彼の曲は多くのアーティストによってカバーされている。代表曲には「ヤ・ヤ」、「イエス・ウィ・キャン・キャン」、「ワーキング・イン・ザ・コール・マイン」などがある。

## 来歴
1924年12月24日、ニューオーリンズに生まれたドーシーは、10歳の頃オレゴン州ポートランドへ移住する。ポートランドではキッド・チョコレートのリング・ネームで、プロボクサーとして活動した。1955年には、故郷ニューオーリンズに戻っている。
1961年、彼はフューリー・レコードと契約した。アラン・トゥーサンのプロデュースの下、「ヤ・ヤ」をレコーディングし、R&Bチャートのトップを記録する。翌1962年には「Do-Re-Mi」がR&Bチャート22位を記録するものの、以後暫くヒットには恵まれなかった。ドーシーはヒットが出ると歌手として活動し、ヒットが出なくなると自動車修理工として働くといった生活をしていたという。
1965年にはエイミー・レコードに移籍。引き続き、トゥーサンのサポートを得てレコーディングを行う。同レーベルからは、"Ride Your Pony"、「Get Out Of My Life, Woman」などがヒットとなり、ミーターズがバックバンドとなった形でのツアーも行った。1966年には、「ワーキング・イン・ザ・コール・マイン」がポップ・チャートでもヒットした。
1970年、ポリドールからアルバム『イエス・ウィ・キャン』をリリース。しかし、以後しばらくリリースから遠ざかった。1978年にはアルバム『Night People』でカムバックを果たすが、商業的成功にはつながらなかった。
1986年12月1日、肺気腫のためニューオーリンズにて亡くなった。61歳没。

## ディスコグラフィ
- 1962年 「Ya! Ya!」(Fury)
- 1966年 「Lee Dorsey」(Amy)
- 1966年 「Ride Your Pony」(Amy)
- 1966年 「The New Lee Dorsey」(Amy)
- 1970年 「Yes We Can」(Polydor)
- 1978年 「Night People」(ABC)

## カバー曲
他者によるカバー
- 「スニーキング・サリー・スルー・ジ・アリー」 - ロバート・パーマー
- 「オン・ユア・ウェイ・ダウン」- リトル・フィート
- 「フリーダム・フォー・ザ・スタリオン」- ボズ・スキャッグス
- 「イエス・ウイ・キャン・キャン」- ポインター・シスターズ
- 「ワーキング・イン・ザ・コール・マイン」- ディーヴォ
- 「ヤ・ヤ」- ジョン・レノン